# يفغيني ماكارينكو
يفغيني ماكارينكو (بالروسية: Макаренко, Евгений Михайлович)‏ (مواليد 10 أكتوبر 1975) هو ملاكم روسي، مثّل بلاده في الألعاب الأولمبية الصيفية 2004.

## روابط خارجية
يفغيني ماكارينكو على موقع أوليمبيديا (الإنجليزية)